# Ruijan Kaiku
Ruijan Kaiku är en norsk tidning som riktar sig till kväner och bosatta i Norge med finska rötter. Tidningen grundades 1995 och kom från början ut varannan vecka, men vid tidningens tjugoårsjubileum låg utgivningen på tio utgåvor per år. Redaktionen består av Liisa Koivulehto och Heidi Nilima Monsen och företaget bakom utgivningen, Ruijan Kaiku AS, ägs tillsammans av Nordavis AS och Norske kveners forbund.
Ruijan Kaiku är en trespråkig tidning som skriver på norska, kvänska och finska, men texter förekommer också på meänkieli och svenska. Abonnenter återfinns i Norge såväl som Sverige och Finland. Ämnen som ofta förekommer i tidningen är kväners situation i Norge, arbetet med kvänsk och finsk kultur i Norge och även situationen för andra östersjöfinska minoriteter i Norden.